# Eugenia bunchosiifolia
Eugenia bunchosiifolia är en myrtenväxtart som beskrevs av Franz Josef Niedenzu. Eugenia bunchosiifolia ingår i släktet Eugenia och familjen myrtenväxter. Inga underarter finns listade i Catalogue of Life.